# سامي متولي
سامي حسين متولي حسين (30 مايو 1936 - 26 يناير 2022)، هو كاتب صحفي مصري، عُرف بشيخ المحررين البرلمانيين.

## حياته
ولد بقرية الزهراء مركز الزقازيق محافظة الشرقية في 30 مايو 1936م، جده الشيخ متولي كان أحد خريجي الأزهر الشريف وكان شيخ بلد في قرية الزهراء وكان تاجر. شغل سامي متولي العديد من المناصب القيادية بالأهرام، حيث عمل مديرًا للتحرير سنوات طويلة كما كان المحرر البرلماني الأول في مصر. التحق سامي متولي بالأهرام في عام 1958 ضمن أول دفعة من خريجي قسم الصحافة بكلية آداب القاهرة.

## وفاته
وافته المنية صباح يوم الأربعاء 26 يناير 2022، إثر وعكة صحية ألمت به، عن عمر 86 عاما

## الجوائز والتكريمات
حصل على عدة تكريمات منها:
- الميدالية الفضية لمجلس الشعب من الدكتور رفعت المحجوب.
- كرمته جامعة القاهرة ضمن رواد الصحافة المصرية من خريجي الدفعة الأولى لقسم الصحافة.
- جائزة الريادة في العمل الصحفي البرلماني من شعبة المحررين البرلمانيين.
- سلمه الدكتور أحمد فتحي سرور شهادة تقدير في عيد المحررين البرلمانيين التسعين.